# Ansgar Frerich

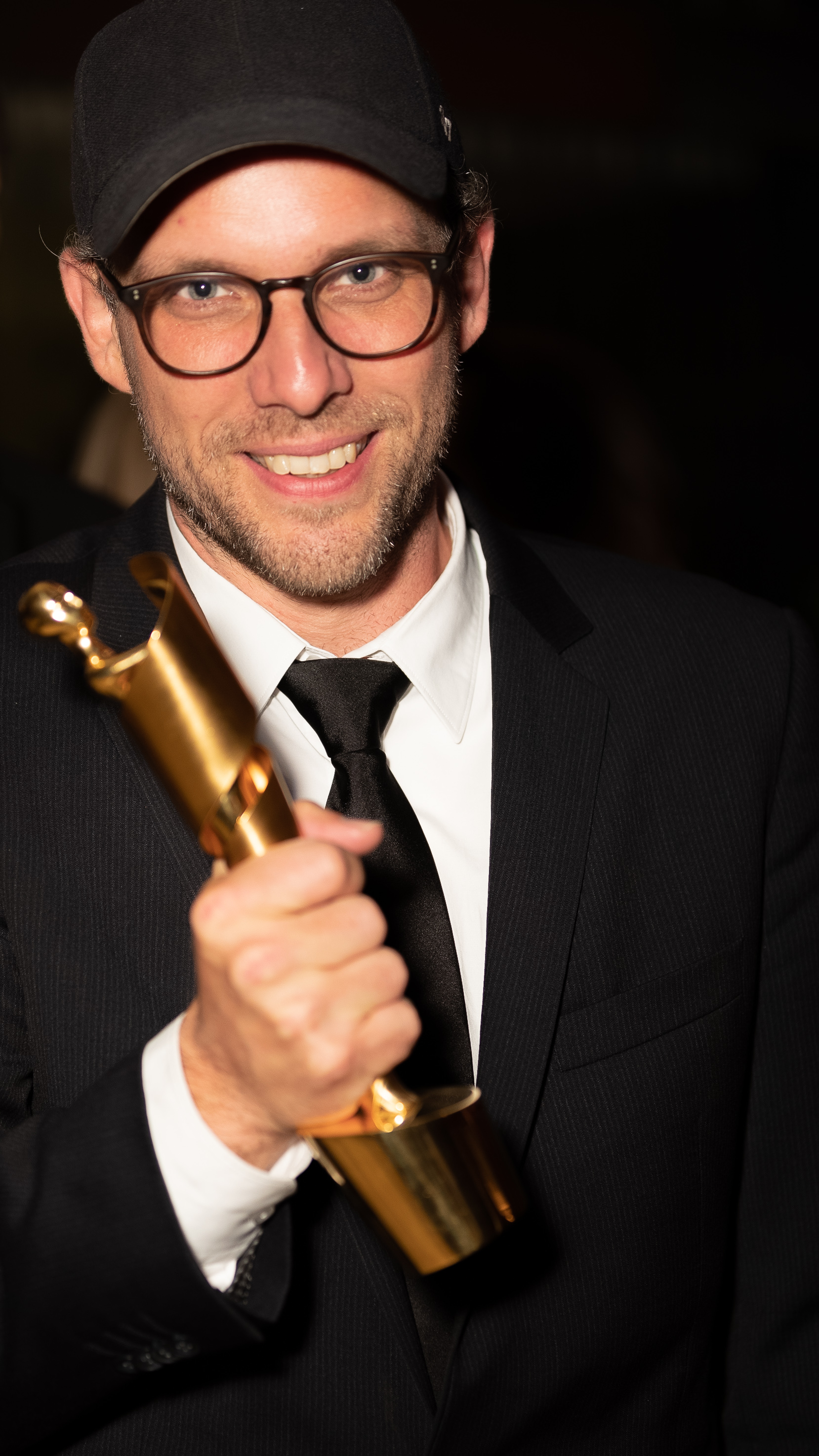
Ansgar Frerich beim Deutschen Filmpreis 2019, mit der Lola für den Dokumentarfilm Of Fathers and Sons – Die Kinder des Kalifats

Ansgar Frerich (* 1977 in Paderborn) ist ein Oscar-nominierter deutscher Filmproduzent, Mischtonmeister, Geschäftsführer und Kulturschaffender.

## Leben
Ansgar Frerich lebte bis zum 6. Lebensjahr in Elsen und zog dann nach Schloß Neuhaus, wo er 1997 das Abitur auf dem Gymnasium Schloß Neuhaus ablegte. Nach dem Zivildienst erwarb er 1998 erste berufliche Erfahrungen in der Marketingabteilung der Siemens-Firmenniederlassung in Paderborn. Dort kam er mit der Filmvertonung in Berührung. Er absolvierte seine Ausbildung als Mediengestalter Bild und Ton beim Bayerischen Rundfunk in München und vertonte dort seine ersten Kurz- und Langfilme. Im Jahre 2002 zog er nach Berlin, wo er ein kleines Tonstudio eröffnete. Aus dieser Hörwerk Frerich&Beck GbR ging 2007 das Studio DIE BASISberlin Postproduktions GmbH hervor, dessen Geschäftsführer und Kreativer Leiter er heute ist. Gemeinsam mit seinen Mitgesellschaftern Florian Beck und Tobias Siebert sowie acht weiteren Mitarbeitern arbeitet er dort in den Tätigkeitsfeldern Tongestaltung, Mischung und Produktion. Seit 2010 ist er zudem Gesellschafter in der BASISberlin Medien GmbH.
Ansgar Frerich ist Mitglied der Europäischen Filmakademie, der Deutschen Filmakademie und der Berufsvereinigung Filmton (BVFT). 2019 erhielt er eine Einladung zur Mitgliedschaft in der Academy of Motion Picture Arts and Sciences, die den Oscar verleiht.

## Arbeiten

### Sounddesigner und Mischtonmeister (Auszug Kinofilme und Serien)
| Jahr | Film                                          | Regie                                                                    | Ehrungen (Film) |
| ---- | --------------------------------------------- | ------------------------------------------------------------------------ | --- |
| 2002 | Junimond                                      | Hanno Hackfort                                                           | |
| 2003 | Die Geschichte vom weinenden Kamel            | Byambasuren Davaa und Luigi Falorni                                      | Oscar-Nominierung, FBW „besonders wertvoll“ |
| 2003 | Kroko                                         | Sylke Enders                                                             | Deutscher Filmpreis in Silber – Bester Film |
| 2004 | Himmelfilm                                    | Jiska Rickels                                                            | Civis Award |
| 2005 | Die Höhle des gelben Hundes                   | Byambasuren Davaa                                                        | Deutscher Filmpreis – Bester Kinderfilm, FBW „besonders wertvoll“                                                                                |
| 2006 | Sehnsucht                                     | Valeska Grisebach                                                        | Berlinale-Wettbewerb |
| 2007 | Karger                                        | Elke Hauck                                                               | Filmfestival Max Ophüls Preis – Filmpreis des saarländischen Ministerpräsidenten                                                                 |
| 2008 | Palermo Shooting                              | Wim Wenders                                                              | Cannes Wettbewerb, FBW „besonders wertvoll“ |
| 2008 | Novemberkind                                  | Christian Schwochow                                                      | FBW „besonders wertvoll“ |
| 2008 | Der Besucher                                  | Jukka-Pekka Valkeapää                                                    | Nordic Film Award |
| 2008 | Women Without Men                             | Shirin Neshat                                                            | Silberner Löwe Venedig, FBW „besonders wertvoll“                                                                                                 |
| 2009 | Pianomania                                    | Robert Cibis und Lilian Franck                                           | Deutscher Filmpreis – Bester Ton, FBW „besonders wertvoll“                                                                                       |
| 2009 | Keep Surfing                                  | Bjoern Richie Lob                                                        | Filmfest München – Bayern 2 und SZ Publikumspreis                                                                                                |
| 2010 | Vier Leben                                    | Michelangelo Frammartino                                                 | Filmpreis der Kinoverleiher in Cannes |
| 2011 | Ameisen gehen andere Wege                     | Catharina Deus                                                           | |
| 2012 | Meteora                                       | Spiros Stathoulopoulos                                                   | Berlinale-Wettbewerb |
| 2012 | Draussen ist Sommer                           | Friederike Jehn                                                          | Hof |
| 2013 | Houston                                       | Bastian Günther                                                          | Sundance Film Festival |
| 2013 | Alphabet                                      | Erwin Wagenhofer                                                         | FBW „besonders wertvoll“ |
| 2013 | Feuchtgebiete                                 | David Wnendt                                                             | Sundance |
| 2013 | Homs – Ein zerstörter Traum                   | Talal Derki                                                              | Sundance Film Festival/Preis der Jury – Bester ausländischer Dokumentarfilm                                                                      |
| 2013 | Kathedralen der Kultur                        | Wenders, Redford, Madsen, Michael Glawogger, Margreth Olin, Karim Aïnouz | Berlinale |
| 2014 | Who Am I – Kein System ist sicher             | Baran bo Odar                                                            | Bayerischer Filmpreis, Lola, Bambi, Deutscher Kamerapreis                                                                                        |
| 2015 | Francofonia                                   | Alexander Nikolajewitsch Sokurow                                         | |
| 2015 | Wrong Elements                                | Jonathan Littell                                                         | |
| 2016 | Die schönen Tage von Aranjuez                 | Wim Wenders                                                              | |
| 2017 | Taste of Cement – Der Geschmack von Zement    | Ziad Kalthoum                                                            | Hauptpreis: Visions du Réel, CIFF, BIAFF, Open Docs London, Mediterrean Film Festival, Doc Alliance, Lola                                        |
| 2017 | Foxtrot – Der Tanz des Schicksals             | Samuel Maoz                                                              | Silberner Löwe in Venedig |
| 2017 | Berlin Excelsior                              | Erik Lemke                                                               | FBW „besonders wertvoll“ |
| 2017 | Grenzenlos                                    | Wim Wenders                                                              | |
| 2017 | Dark Season 1                                 | Baran bo Odar                                                            | |
| 2017 | Of Fathers and Sons – Die Kinder des Kalifats | Talal Derki                                                              | Sundance Film Festival/Preis der Jury – Bester ausländischer Dokumentarfilm                                                                      |
| 2018 | Eldorado                                      | Markus Imhoof                                                            | |
| 2018 | Papst Franziskus – Ein Mann seines Wortes     | Wim Wenders                                                              | FBW „besonders wertvoll“ |
| 2019 | Dark Season 2                                 | Baran bo Odar                                                            | |
| 2019 | Die Adern der Welt                            | Byambasuren Davaa                                                        | Lola, FBW „besonders wertvoll“ |
| 2019 | Il Buco – Ein Höhlengleichnis                 | Michelangelo Frammartino                                                 | International Newcomer Award auf dem Internationalen Filmfestival Mannheim-Heidelberg, Excellence Award Bester Sound beim Europäischen Filmpreis |
| 2020 | Dark Season 3                                 | Baran bo Odar                                                            | |
| 2020 | Coronation                                    | Ai Weiwei                                                                | |
| 2021 | Funeral for a Dog                             | Barbara Albert & David Dietl                                             | |
| 2022 | Kleo                                          | Hanno Hackfort, Bob Konrad, Richard Kropf                                | |
| 2022 | 1899                                          | Baran Bo Odar & Jantje Friese                                            | |
| 2023 | Hollywoodgate                                 | Ibrahim Nash'at                                                          | Premiere in Venedig 2023 |
| 2024 | Kleo Staffel 2                                | Hanno Hackfort, Bob Konrad, Richard Kropf                                | |
| 2024 | Das Signal                                    | Sebastian Hilger & Philipp Leinemann                                     | |
| 2024 | Anselm                                        | Wim Wenders                                                              | Premiere in Cannes 2024 |
| 2024 | Wagner Brothers                               | Timon Modersohn & Thomas Pletzinger                                      | Folge 1 und 4 |
| 2025 | Cassandra                                     | Benjamin Gutsche                                                         | |
| 2025 | Die Kaiserin                                  | Katharina Eyssen                                                         | 1. Folge 2. Staffel |

### Produktion (Auszug)
- 2006: Keep Surfing (Koproduzent)
- 2009: Quarantina (Koproduzent)
- 2013: Fernost – Von Berlin nach Tokio
- 2015: Hello, I Am David!
- 2017: Taste of Cement – Der Geschmack von Zement
- 2017: Of Fathers and Sons – Die Kinder des Kalifats
- 2018: Berlin putzt (Doku-Reihe RBB)
- 2019: Adern der Welt
- 2023: Leere Netze

### Kunstinstallationen (Auszug)
- 2010: „If Buildings Could Talk“ von Wim Wenders im MOT Tokio und der Biennale Venedig (Ton)
- 2013: „Alberi“ von Michelangelo Frammartino im MoMA New York (Ton und Bild)
- 2016: „Fluchtpunkt – Perspektiven“ Eigenproduktion mit Grit Bümann und Peter Bräunig im Kunstmuseum Magdeburg
- 2018: „K.364“ von Douglas Gordon im Gagosian Gallery London, Museum Frankfurt und K20 Düsseldorf (Ton)
- 2019: „E-Motion“ von Wim Wenders im Grand Palais Paris (Ton)
- 2019: „Passage“ von Nujoom Al-Ghanem auf der Biennale Venedig
- 2024: "Fluchtpunkt Heimat - verlieren, verlassen, finden" Eigenproduktion Paderborn

## Auszeichnungen (Auszug)
- 2011: Deutscher Filmpreis für den besten Ton im Film Pianomania (gemeinsam mit Sabine Panossian und Niklas Kammertöns)
- 2011: Nominierung für den A.I.T.S Award der italienischen Tonmeistergilde für den Film Vier Leben
- 2015: Jussi Award für beste Tongestaltung der finnischen Filmakademie für They have escaped (namentlich Micke Nystrom)
- 2015: Deutscher Filmpreis für die beste Tongestaltung im Film Who am I (gemeinsam mit Bernard Joest-Daeberitz, Florian Beck und Daniel Weis)
- 2015: Spezialpreis Filmkunsttage Sachsen-Anhalt für Tongestaltung
- 2017: Visions du Réel: Bester internationaler Dokumentarfilm (abendfüllend) für Taste of Cement – Der Geschmack von Zement (über 30 Preise auf über 100 Festivals) als Produzent
- 2017: Israelischer Filmpreis Ophir für das Sounddesign von Foxtrot – Der Tanz des Schicksals (namentlich Alex Claude)
- 2018: Bester internationaler Dokumentarfilm beim Sundance Film Festival für Of Fathers and Sons – Die Kinder des Kalifats (über 40 Preise auf 120 Festivals) als Produzent
- 2018: Nominierung als bester Dokumentarfilm für den Deutschen Filmpreis (Lola) für Taste of Cement – Der Geschmack von Zement (Produzent)
- 2019: Nominierung als bester Dokumentarfilm für den Academy Award (Oscar) für Of Fathers and Sons
- 2019: Deutscher Filmpreis für den Dokumentarfilm Of Fathers and Sons[4]
- 2021: Deutscher Filmpreis für den Kinderfilm Die Adern der Welt
- 2022: European Exellence Award der Europäischen Filmakademie für den besten Ton für Il Buco – Ein Höhlengleichnis
- 2024: Nominierung Deutscher Filmpreis für den besten Ton im Film Leere Netze